# Sunset on the Golden Age
Sunset on the Golden Age – czwarty album szkockiej grupy folk/power metalowej Alestorm, wydany przez wytwórnię Napalm Records. Album został opublikowany 1 sierpnia 2014

## Lista utworów
| Nr  | Tytuł utworu                     | Słowa                                                    | Muzyka                                                   | Długość |
| --- | -------------------------------- | -------------------------------------------------------- | -------------------------------------------------------- | ------- |
| 1.  | „Walk the Plank”                 | Christopher Bowes, Elliot Vernon                         | Christopher Bowes                                        | 4:06    |
| 2.  | „Drink”                          | Bowes                                                    | Bowes                                                    | 3:22    |
| 3.  | „Magnetic North”                 | Bowes                                                    | Bowes                                                    | 3:46    |
| 4.  | „1741 (The Battle of Cartagena)” | Bowes                                                    | Bowes                                                    | 7:17    |
| 5.  | „Mead from Hell”                 | Bowes                                                    | Bowes                                                    | 3:41    |
| 6.  | „Surf Squid Warfare”             | Bowes                                                    | Bowes, Dani Evans                                        | 3:59    |
| 7.  | „Quest for Ships”                | Vernon                                                   | Bowes, Vernon                                            | 4:33    |
| 8.  | „Wooden Leg!”                    | Bowes                                                    | Bowes, Gareth Murdock                                    | 2:44    |
| 9.  | „Hangover (cover Taio Cruz)”     | Taio Cruz, Tramar Dillard, Lukasz Gottwald, Henry Walter | Taio Cruz, Tramar Dillard, Lukasz Gottwald, Henry Walter | 3:41    |
| 10. | „Sunset on the Golden Age”       | Bowes                                                    | Bowes, Peter Alcorn                                      | 11:25   |
|     |                                  |                                                          |                                                          | 48:34   |